# قهرمان (فیلم ۱۳۷۰)
قهرمان فیلمی به کارگردانی سیامک اعتمادی و نویسندگی کریم بهی ساختهٔ سال ۱۳۷۰ است.

## خلاصه داستان
«حاج محسن»، قهرمان سابق تیم کشتی و مدیر و مربی باشگاه پولاد، با شور و شوق به تعلیم کشتی گیران جوان مشغول است. همسر «محسن» فوت می‌کند و او بر اثر ضربهٔ روحی دچار یأس و سرخوردگی می‌شود. «محسن» از کارش بازمی‌ماند و باشگاه در شرف تعطیل شدن قرار می‌گیرد. در موقعیتی که اعضای باشگاه متفرق می‌شوند آقا «جمال»، که رقیب قدیمی و کینه‌توز «محسن» و دلال ثروتمندی است، به «محسن» پیشنهاد می‌دهد که آموزش پسرش «ناصر» را به عهده بگیرد. «محسن» امتناع می‌کند. باشگاه پولاد به کمک «سلیم»، سرایدار لال باشگاه پولاد و کشتی گیران جوان از نو باز می‌شود. اما «جمال» که نگران بازگشایی مجدد باشگاه است به کمک افرادش مشکلاتی برای آن‌ها فراهم می‌کند. «پژمان» و «محمود»، دو رقیب «ناصر»، برای شرکت در مسابقه انتخابی تیم ملی تلاش می‌کنند. افراد «جمال»، «پژمان» را کتک می‌زنند و «حاج محسن» که توسط «سلیم» از موضوع با خبر شده و به خود آمده به باشگاه می‌رود و تمرین‌ها را ازسر می‌گیرد. «جمال» به افرادش پول می‌دهد تا رقیب‌های پسرش را از سر راه بردارند. اما آن‌ها به قرار خود عمل نمی‌کنند و در روز مسابقه «پژمان»، «ناصر» را شکست می‌دهد.

## بازیگران
- جمشید هاشم‌پور
- ایرج نوذری
- سایه میثمی
- عزت‌الله رمضانی‌فر
- احمد هاشمی
- یوسف خاورزمینی
- حسین شهاب
- اسفندیار ماوندادی
- نوشین پژوهش
- شهریار ذوالفقاری
- محمود ابراهیم‌زاده
- سعید جوانشیر
- سهیلا برکی
- امیرهوشنگ زند
- داوود یوسف زاده
- تندیس قهرمانی
- مژده مواج
- ستار اورا